# Мезер (Німеччина)
Мезер (нім. Möser) — громада в Німеччині, розташована в землі Саксонія-Ангальт. Входить до складу району Єріхов.
Площа — 80,24 км2. Населення становить 8472 ос. (станом на 31 грудня 2021).